# Apple Records
Apple Records é um selo fonográfico fundado em 1968 como uma divisão da Apple Corps Ltd pelo grupo de rock britânico The Beatles.  Até 1975, as gravadoras EMI e Capitol Records concordaram em distribuir o material publicado pela Apple; enquanto a Apple mantinha os direitos sobre os álbuns de seus artistas contratados, EMI tinha os direitos de propriedade dos álbuns dos Beatles.
Além de servir como um selo fonográfico dos discos dos Beatles a partir de 1968, passou também a servir como um selo de cada álbum solo de John Lennon, Paul McCartney, George Harrison e Ringo Starr desde 1970, quando os Beatles se separaram, até 1975, quando a separação legal do conjunto foi obtida. O selo também contou com um bom número de artistas, entre eles Badfinger, Yoko Ono, Billy Preston, Ravi Shankar e James Taylor. Devido à adoção de logotipo semelhante, a gravadora está movendo um processo contra a Apple na justiça britânica.

## Ligações Externas
- O completo Apple Records (em inglês)
- Sleevografia de Apple (em inglês)
- Quadro financeiro da Apple (em inglês)
- Once Life Matters: A New Beginning (em inglês)
- Discografia da Apple (em inglês)